# Presidenti della Provincia di Enna
Elenco dei presidenti dell'amministrazione provinciale di Enna.

## Regno d'Italia (1927–1946)

### Presidenti della Deputazione provinciale (1927–1928)
| Nº | Nº | Ritratto | Nome                                          | Mandato         | Mandato | Partito                    | Note  |
| Nº | Nº | Ritratto | Nome                                          | Inizio          | Fine    | Partito                    | Note  |
| -- | -- | -------- | --------------------------------------------- | --------------- | ------- | -------------------------- | ----- |
| –  |    |          | Pietro Scarciglia (Commissario straordinario) | 16 gennaio 1927 | 1927    | Partito Nazionale Fascista | [ 2 ] |

### Presidi del Rettorato (1928–1943)
| Nº | Nº | Ritratto | Nome               | Mandato | Mandato | Partito                    | Note  |
| Nº | Nº | Ritratto | Nome               | Inizio  | Fine    | Partito                    | Note  |
| -- | -- | -------- | ------------------ | ------- | ------- | -------------------------- | ----- |
| 1  |    |          | Alessandro D'Ayala | 1927    | 1937    | Partito Nazionale Fascista | [ 2 ] |
| 2  |    |          | Enrico Grimaldi    | 1937    | 1941    | Partito Nazionale Fascista | [ 2 ] |
| ?  |    |          | ?                  | 1941    | ?       | Partito Nazionale Fascista | –     |

## Repubblica Italiana (1946–2015)

### Delegati regionali (1947–1970)
| Nº | Nº | Ritratto | Nome               | Mandato | Mandato        | Partito              |
| Nº | Nº | Ritratto | Nome               | Inizio  | Fine           | Partito              |
| -- | -- | -------- | ------------------ | ------- | -------------- | -------------------- |
| 1  |    |          | Giuseppe Tanteri   | ?       | 19 giugno 1957 | Democrazia Cristiana |
| 2  |    |          | Filippo Lo Giudice | ?       | ?              | Democrazia Cristiana |
| 3  |    |          | Luigi Amaradio     | ?       | ?              | Democrazia Cristiana |
| ?  |    |          | Michele Gagliardo  | ?       | ?              | ?                    |

### Presidenti della Provincia (1970–2013)

#### Eletti dal consiglio provinciale (1970–1994)
| Nº | Nº | Ritratto | Nome                    | Mandato           | Mandato          | Partito                                 |
| Nº | Nº | Ritratto | Nome                    | Inizio            | Fine             | Partito                                 |
| -- | -- | -------- | ----------------------- | ----------------- | ---------------- | --------------------------------------- |
| ?  |    |          | Michele Gagliardo       | ?                 | ?                | ?                                       |
| ?  |    |          | Luigi Curcio            | 1973              | 1983             | Democrazia Cristiana                    |
| ?  |    |          | Luigi Vetri             | ?                 | ?                | Partito Socialista Italiano             |
| ?  |    |          | Giuseppe Genovese       | ?                 | ?                | Partito Socialista Italiano             |
| ?  |    |          | Eugenio Stefanizzi      | 14 settembre 1990 | 11 febbraio 1992 | Partito Socialista Italiano             |
| ?  |    |          | Vincenzo Capizzi        | 11 febbraio 1992  | 13 marzo 1993    | Partito Socialista Italiano             |
| ?  |    |          | Pier Francesco Battiato | 13 marzo 1993     | 21 gennaio 1994  | Partito Socialista Democratico Italiano |
| ?  |    |          | Michele Galvagno        | 21 gennaio 1994   | 26 giugno 1994   | Partito Popolare Italiano               |

#### Eletti direttamente dai cittadini (1994–2013)
| Nº | Nº             | Ritratto       | Nome             | Mandato        | Mandato        | Partito                                     | Elezione |
| Nº | Nº             | Ritratto       | Nome             | Inizio         | Fine           | Partito                                     | Elezione |
| -- | -------------- | -------------- | ---------------- | -------------- | -------------- | ------------------------------------------- | -------- |
| ?  |                |                | Michele Galvagno | 26 giugno 1994 | 25 maggio 1998 | Partito Popolare Italiano La Margherita     | 1994     |
| ?  | 25 maggio 1998 | 28 maggio 2003 | Michele Galvagno | 1998           |                | Partito Popolare Italiano La Margherita     |          |
| ?  |                |                | Cataldo Salerno  | 28 maggio 2003 | 21 giugno 2008 | Democratici di Sinistra Partito Democratico | 2003     |
| ?  |                |                | Giuseppe Monaco  | 21 giugno 2008 | 18 giugno 2013 | Il Popolo della Libertà                     | 2008     |

### Commissari straordinari regionali (2013–2015)
| Nominativo         | Mandato          | Mandato          |
| Nominativo         | Inizio           | Fine             |
| ------------------ | ---------------- | ---------------- |
| Salvatore Caccamo  | 18 giugno 2013   | 31 ottobre 2014  |
| Francesco Riela    | 31 ottobre 2014  | 1º dicembre 2014 |
| Antonio Parrinello | 1º dicembre 2014 | 8 aprile 2015    |
| Francesco Riela    | 8 aprile 2015    | 24 aprile 2015   |
| Pietro Lo Monaco   | 24 aprile 2015   | 4 agosto 2015    |